# إبراهيم أحمد عبد الستار محمد
إبراهيم أحمد عبد الستار محمد التكريتي (9 سبتمبر 1956 - 28 أكتوبر 2010) رئيس أركان القوات المسلحة العراقية في عهد الرئيس صدام حسين من عام 1999 حتى عام 2003.
وُضعت صورته على مجموعة أوراق اللعب لأهم المطلوبين العراقيين وأفادت القيادة المركزية الأمريكية أنه في الحجز في مايو 2003.في 2 مارس 2009 حكم على عبد الستار بالسجن مدى الحياة لدوره في القمع العنيف الانتفاضة الشعبانية في عام 1991.
توفي بسبب  احتجازه من قبل الولايات المتحدة والعراقيين.